# Изящная арка
Изя́щная а́рка (англ. Delicate Arch) — отдельно стоящая природная арка, расположенная в национальном парке «Арчес» («Арки») в округе Гранд, на расстоянии 5 миль (8,0 км) к северу от города Моаб (штат Юта, США).
Одна из наиболее известных и живописных геологических формаций парка, является неофициальным символом штата Юта.

## Описание
На территории национального парка «Арчес» находятся более чем 2000 арок из песчаника, среди которых Изящная арка является самой большой отдельно стоящей аркой: её пролёт имеет 46 футов (14 м) в высоту и 32 фута (9,8 м) в ширину. Высота арки над уровнем моря — 1404 м.
Рядом с аркой находится естественный бассейн, промытый в известняке.
В летний период на вершине арки можно увидеть один из видов стрижей.

## Название
Эпитет «изящная» (англ. delicate) по отношению к арке появился благодаря научной экспедиции в национальный парк «Арчес» (англ. Arches National Monument Scientific Expedition) зимой 1933—1934 года под руководством Фрэнка Беквита (англ. Frank Beckwith). В своей статье об экспедиции, опубликованной в январе 1934 года, Беквит охарактеризовал формацию как «самую изящно выточенную арку во всём регионе».
Арка имеет множество местных названий, во многих из которых обыгрывается её форма, напоминающая ковбойские штаны-чапы или дамские панталоны-блумерсы. Среди таких названий: «Чапы» (англ. The Chaps), «Ковбойские чапы» (англ. Cowboy’s Chaps) «Арка панталон» (англ. Bloomers Arch), «Панталоны старой девы» (Old Maid’s Bloomers), «Панталоны Мэри» (Marys Bloomers), «Панталоны учительницы» (англ. Schoolmarms Bloomers), «Штаны учительницы» (англ. School Marms Pants), «Ластовица» (англ. Pants Crotch). Среди других названий — «Арка Солт-Уош» (англ. Salt Wash Arch); Солт-Уош («Солёная стирка») — широкий и самый глубокий каньон в парке (почти 1200 футов (370 м), близ слияния с рекой Колорадо.
После того, как изображение арки появилось на номерных знаках штата Юта, появилось ещё одно название — «Арка номерного знака» (англ. License Plate Arch).

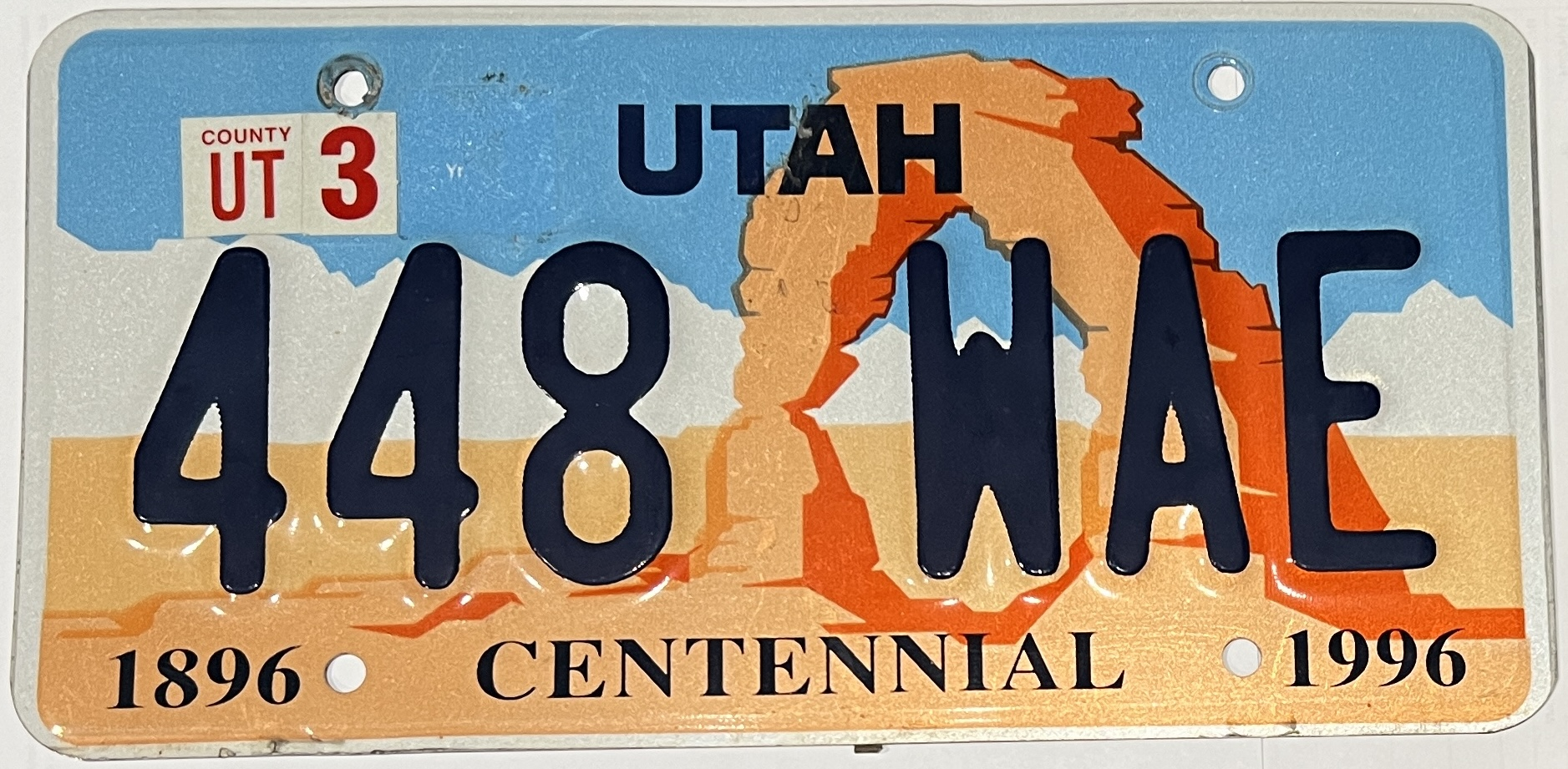
Номерной знак штата Юта с изображением Изящной арки

Существует легенда, что названия Изящной и Пейзажной арок якобы поменялись местами из-за того, что служба парка однажды перепутала таблички.

## История
Насколько известно, Изящную арку, ныне один из самых фотографируемых объектов Юты, впервые сфотографировала Флора Стенли, дочь владельца местного ранчо Джона Волфа в 1907 году. Тем не менее, арка не была особо известна до публикации Беквита в 1934 году — при образовании охраняемой территории «Арки» в 1929 году, она осталась за её пределами. Изящная арка была включена в состав парка в 1938 году, согласно указу президента Франклина Рузвельта о расширении территории заповедника (с 1971 года — национального парка).
Из-за постоянной угрозы эрозии, в 1950-х годах руководство парка рассматривало возможность укрепления более тонкой колонны арки силиконово-эпоксидными смолами, но затем отказалось от этой идеи, как противоречащей принципам охраны природы.
В сентябре 2000 года фотограф-натуралист Майкл Фатали (англ. Michael Fatali), желая продемонстрировать технику ночной фотосъёмки группе фотографов-любителей, развёл под аркой и рядом с ней четыре костра с помощью химических брёвен, которые поддерживал в течение ночи. Впоследствии Фатали выплатил Службе национальных парков 10 900 долларов в качестве компенсации расходов на очистку повреждённых огнём и копотью участков песчаника. Кроме того, фотограф был приговорён к 150 часам общественных работ и двум годам условного наказания, в течение которых ему было запрещено пересекать границы парков «Арчес» и «Каньонлендс» (где он разводил костры для фотосъёмки в 1997 году).
4 февраля 2002 года под аркой прошёл один из финальных этапов маршрута эстафеты Олимпийского огня, предшествующей открытию Зимней Олимпиады в Солт-Лейк-Сити.

## Посещение
Изящная арка является одной из наиболее посещаемых объектов парка. Посмотреть закат здесь нередко собираются сотни человек. Арку не видно с дороги, однако её можно разглядеть с двух смотровых площадок в пешей доступности от шоссе. В сторону арки проложено несколько трекинговых маршрутов от 4,8 до 8 км длиной (в обе стороны). Наиболее короткая тропа поднимается вверх на 480 футов (146 м) и проходит мимо «Ранчо Волфа», стены с петроглифами индейцев и арки «Скрученный пончик» (англ. Twisted Doughnut).
Некоторые другие достопримечательности парка («Окна», Арка Таррета, Двойная арка, Пейзажная арка) находятся в пределах 5—15 минут ходьбы от арки.

## В культуре
В 1996 году Изящная арка была изображена на почтовой марке, посвящённой 100-летию вхождения штата Юта в состав США.
Арка изображена на логотипе Объединённой партия Юты, основанной в 2017 году.